# Chaetophiloscia leucadia
Chaetophiloscia leucadia är en kräftdjursart som beskrevs av Hans Strouhal 1937. Chaetophiloscia leucadia ingår i släktet Chaetophiloscia och familjen Philosciidae. Inga underarter finns listade i Catalogue of Life.